# Phan Anh Khoa
Phan Anh Khoa (sinh ngày 4 tháng 8 năm 1965) là một Đại tá Quân đội nhân dân Việt Nam và chính trị gia người Việt Nam. Ông hiện là đại biểu Quốc hội Việt Nam khóa 14 nhiệm kì 2016-2021, thuộc đoàn đại biểu Quốc hội tỉnh Phú Yên. Ông lần đầu trúng cử đại biểu Quốc hội năm 2016 ở đơn vị bầu cử số 1, tỉnh Phú Yên gồm có các huyện: Phú Hòa, Đông Hòa, Tây Hòa, Sơn Hòa và Sông Hinh.

## Xuất thân
Phan Anh Khoa quê quán ở xã Hòa Trị, huyện Phú Hòa, tỉnh Phú Yên.
Ông hiện cư trú ở số 08/106 Nguyễn Văn Cừ, phường 7, thành phố Tuy Hòa, tỉnh Phú Yên.

## Giáo dục
- Giáo dục phổ thông: 12/12
- Cử nhân Xây dựng Đảng và chính quyền nhà nước
- Cao cấp lí luận chính trị

## Sự nghiệp
Ông gia nhập Đảng Cộng sản Việt Nam vào ngày 12/4/1985.
Khi lần đầu ứng cử đại biểu Quốc hội Việt Nam khóa 14 vào tháng 5 năm 2016 ông đang là Phó Bí thư Đảng ủy
Quân sự tỉnh, Đại tá, Chính ủy Bộ Chỉ huy Quân sự tỉnh Phú Yên, làm việc ở Bộ Chỉ huy Quân sự tỉnh Phú Yên, có bằng cao cấp lí luận chính trị.
Ông đã trúng cử đại biểu Quốc hội năm 2016 ở đơn vị bầu cử số 1, tỉnh Phú Yên gồm có các huyện: Phú Hòa, Đông Hòa, Tây Hòa, Sơn Hòa và Sông Hinh, được 258.797 phiếu, đạt tỷ lệ 75,39% số phiếu hợp lệ.
Ông hiện là Phó Bí thư Đảng ủy Quân sự tỉnh, Đại tá, Chính ủy Bộ Chỉ huy Quân sự tỉnh Phú Yên.
Ông đang làm việc ở Bộ Chỉ huy Quân sự tỉnh Phú Yên.